# Daleč je dom (album)
Daleč je dom je 1. album Ansambla Modrijani, ki je izšel leta 2001 pri založbi Zlati zvoki. Istega leta je osvojil srebrno ploščo.

## Seznam pesmi
| Št. | Naslov                       | Pisec                                     | Dolžina |
| --- | ---------------------------- | ----------------------------------------- | ------- |
| 1.  | „Daleč je dom‟               | Brane Klavžar/Fanika Požek/Brane Klavžar  | 3:46    |
| 2.  | „Tebi za god‟                | Brane Klavžar/Milan Jež/Brane Klavžar     | 2:43    |
| 3.  | „Ne bi šouh‟                 | Jože Skubic/Vili Bertok/Milan Ferlež      | 2:52    |
| 4.  | „K oltarju bosta pristopila‟ | Brane Klavžar/Vera Šolinc/Brane Klavžar   | 3:34    |
| 5.  | „Moja Pepelka‟               | Brane Klavžar/Fanika Požek/Brane Klavžar  | 2:47    |
| 6.  | „Kdor to ve, naj mi pove‟    | Brane Klavžar/Branko Zupanc/Brane Klavžar | 2:45    |
| 7.  | „Mlinar‟                     | Brane Klavžar/Franc Černelč/Brane Klavžar | 3:53    |
| 8.  | „Na Kunigundo‟               | Rok Švab/Brane Klavžar                    | 2:55    |
| 9.  | „Božič živi‟                 | Brane Klavžar/Fanika Požek/Brane Klavžar  | 3:39    |
| 10. | „Odpiraj, dekle, kamrico‟    | ljudska                                   | 3:34    |

## O pesmih
- Daleč je dom – S to skladbo so se Modrijani predstavili na festivalu Vurberk leta 2001 in prejeli Šifrarjevo plaketo za najboljšo večglasno vokalno izvedbo, bronastega zmaja za 3. mesto po izboru občinstva in 2. nagrado strokovne komisije. Skladba se nahaja tudi na kompilacijskem albumu Uspešnice 1.[1][2]
- Tebi za god – Skladba se nahaja tudi na kompilacijskem albumu Uspešnice 2.[3]
- K oltarju bosta pristopila – Skladba se nahaja tudi na kompilacijskem albumu Uspešnice 2.[3]
- Moja Pepelka – S to skladbo so se Modrijani predstavili na festivalu Vurberk leta 2001 in prejeli Šifrarjevo plaketo za najboljšo večglasno vokalno izvedbo, bronastega zmaja za 3. mesto po izboru občinstva in 2. nagrado strokovne komisije.[1] Skladba se nahaja tudi na kompilacijskem albumu Uspešnice 1.[2]
- Mlinar – Skladba se nahaja tudi na kompilacijskem albumu Uspešnice 1 in na četrtem albumu Kjer je glasba, tam smo mi.[2]
- Na Kunigundo – Prva posneta avtorska pesem Roka Švaba. Gre za inštrumentalno skladbo. Skladba se nahaja tudi na kompilacijskem albumu Uspešnice 1.[2]
- Božič živi – Skladba se nahaja tudi šestem albumu Božič z Modrijani in na kompilacijskem albumu Uspešnice 2.[3]
- Odpiraj, dekle, kamrico – Slovenska ljudska pesem. Skladba se nahaja tudi na kompilacijskem albumu Uspešnice 2.[3]